# Linea 3 (CFL)
La linea 3 è una linea ferroviaria lussemburghese a scartamento ordinario lunga 37,4 km che unisce la capitale Lussemburgo con Wasserbillig, località situata presso la frontiera con la Germania.
Oltreconfine la ferrovia prosegue verso la città di Treviri.

## Storia
La ferrovia, costruita dalla Compagnie des chemins de fer de l'Est, fu aperta al traffico il 29 agosto 1861. Il tratto compreso tra la frontiera tedesca ed Oetrange fu raddoppiato nel 1918.
Nel 2019 è stato attivato il raddoppio tra la stazione di Lussemburgo e Sandweiler.